# 短鳍燕鳐
短鳍燕鳐（学名：Cypselurus brevipinnis）为飞鱼科燕鳐属的鱼类，俗名短鳍原飞鱼。分布于台湾彭湖、高雄、恒春、宜兰、新港、兰屿沿海等。该物种的模式产地在New Ireland。